# Christian Elsner
Christian Elsner (* 11. August 1965 in Freiburg im Breisgau) ist ein deutscher Opernsänger (Tenor) und Gesangspädagoge an der Hochschule für Musik Karlsruhe.

## Leben
Christian Elsner sang ab 1982 im Freiburger Domchor und bei den Freiburger Domsingknaben unter der Leitung von Domkapellmeister Raimund Hug. Dort bekam er ersten Gesangsunterricht bei dem amerikanischen Operntenor Richard Riffel. An der Hochschule für Musik und Darstellende Kunst in Frankfurt am Main studierte er ab 1987 bei Martin Gründler  Gesang, war dort ab 1990 Mitglied der Liedklasse von Charles Spencer und ab 1992 Gasthörer in der Liedklasse von Dietrich Fischer-Dieskau an der HDK Berlin.
Nach seinem Diplom 1995 gastierte Christian Elsner u. a. am Staatstheater Mainz, am Theater Bremen, an den Städtischen Bühnen Heidelberg und am Staatstheater Darmstadt mit Partien wie dem Lenski in Tschaikowskys Eugen Onegin, dem Macduff in Verdis Macbeth oder der Titelpartie in Mozarts Idomeneo.
Seit 2007 konnte er sich nach einem Stimmfachwechsel mit Rollen wie dem Siegmund in Wagners Walküre oder der Titelpartie in Wagners Parsifal am Deutschen Nationaltheater Weimar, am Staatstheater Kassel, an der Semperoper Dresden und an der Wiener Staatsoper als Wagner-Tenor profilieren.
Als Konzertsolist sang er u. a. in der Berliner Philharmonie, der Mailänder Scala, dem Wiener Musikvereinssaal, der Carnegie Hall New York und der Suntory Hall Tokio und arbeitet regelmäßig mit Dirigenten wie Marek Janowski, Mariss Jansons, Lorin Maazel, Yannick Nézet-Séguin, Sir Simon Rattle sowie David Zinman zusammen. Mit seinem festen Duopartner Burkhard Kehring gab Christian Elsner u. a. Liederabende in der Hamburger Musikhalle, im Théâtre Royal de la Monnaie Brüssel, beim Beethovenfest Bonn, beim MDR-Musiksommer und bei der Schubertiade Feldkirch. 2015 sang er unter Manfred Honeck die Partie des Johannes in Franz Schmidts Oratorium Das Buch mit sieben Siegeln im Wiener Musikverein.
Als Professor für Gesang unterrichtete er seit 2006 an der Hochschule für Musik Würzburg, seit 2017 ist er Professor für Gesang an der Musikhochschule Karlsruhe.

## Auszeichnungen
- 1989 Stipendiat des Richard-Wagner-Verbandes in Wiesbaden
- 1990 Franz-Völker-Preis der Stadt Neu-Isenburg
- 1993 2. Preis beim Internationalen Walther Gruner-Wettbewerb in London
- 1994 2. Preis beim Internationalen Musikwettbewerb der ARD in München

## Schriften
- Lennie und die Zauberflöte. Mit Illustrationen von Beate Tamchina. Thiasos Musikverlag, Darmstadt 2002, ISBN 3-9805244-5-0 (Kinderbuch nach Mozarts Zauberflöte)
- Lennie in der Wolfsschlucht. Mit Illustrationen von Beate Tamchina. Thiasos Musikverlag, Darmstadt 2003, ISBN 3-9805244-7-7 (Kinderbuch nach Webers Freischütz)
- Lennie und der Ring des Nibelungen. Books on Demand, Norderstedt 2009, ISBN 3-8370-3071-7 (Kinderbuch nach Wagners Ring)